# Gran Premio de Gran Bretaña de Motociclismo de 2010

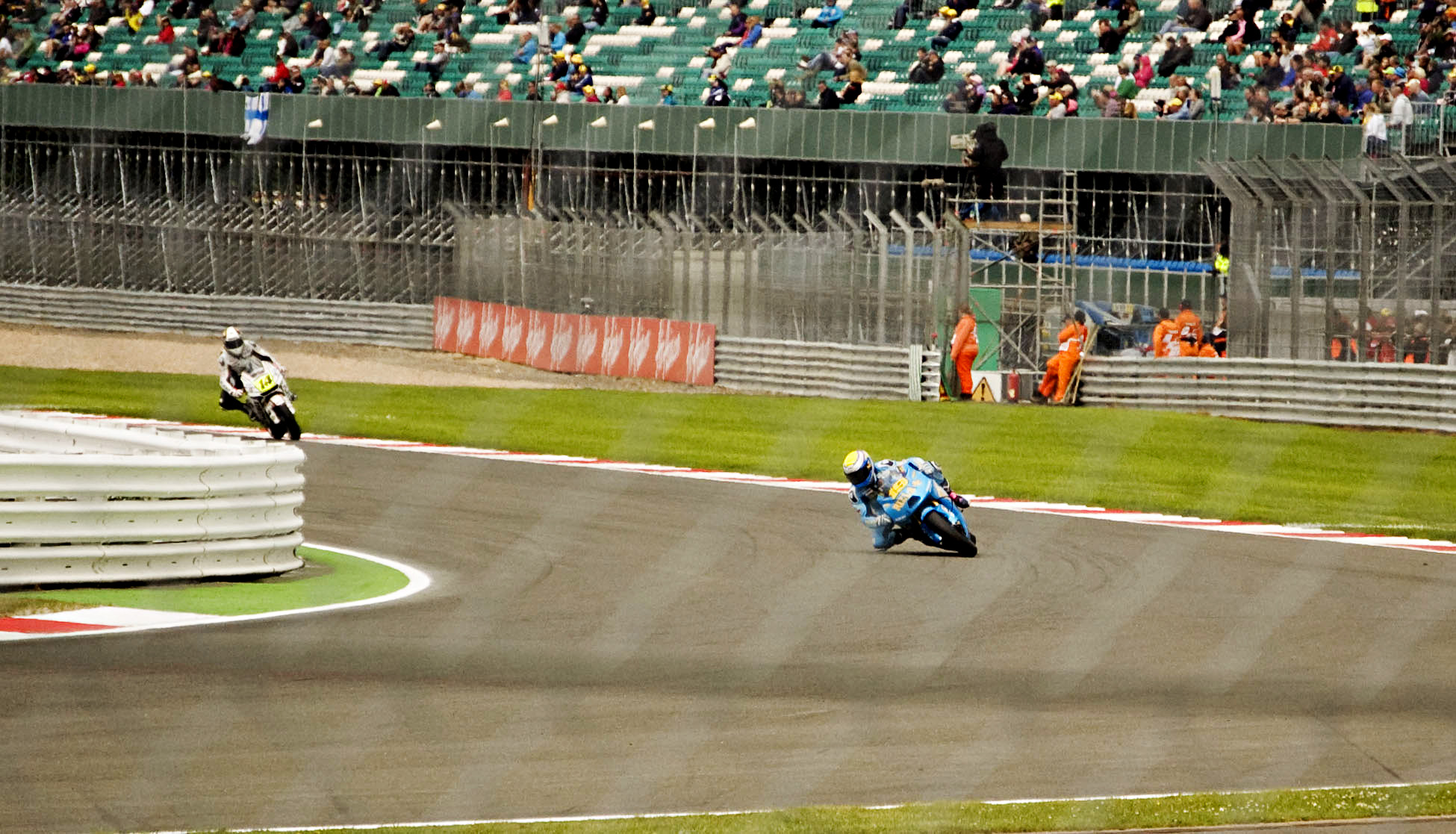
Álvaro Bautista y Randy de Puniet en el Gran Premio

El Gran Premio de Gran Bretaña de Motociclismo de 2010 fue la quinta prueba del Campeonato del Mundo de Motociclismo de 2010. Tuvo lugar en el fin de semana del 18 al 20 de junio de 2010 en el Circuito de Silverstone, situado entre las localidades de Northamptonshire y Buckinghamshire, Gran Bretaña. La carrera de MotoGP fue ganada por Jorge Lorenzo, seguido de Andrea Dovizioso y Ben Spies. Jules Cluzel ganó la prueba de Moto2, por delante de Thomas Lüthi y Julián Simón. La carrera de 125cc fue ganada por Marc Márquez, Pol Espargaró fue segundo y Bradley Smith tercero.

## Resultados

### Resultados MotoGP
| Pos.            | N.º | Piloto           | Constructor | Vueltas | Tiempo       | Parrilla | Pts. |
| --------------- | --- | ---------------- | ----------- | ------- | ------------ | -------- | ---- |
| 1               | 99  | Jorge Lorenzo    | Yamaha      | 20      | 41:34.083    | 1        | 25   |
| 2               | 4   | Andrea Dovizioso | Honda       | 20      | +6.743       | 4        | 20   |
| 3               | 11  | Ben Spies        | Yamaha      | 20      | +7.097       | 7        | 16   |
| 4               | 69  | Nicky Hayden     | Ducati      | 20      | +7.314       | 5        | 13   |
| 5               | 27  | Casey Stoner     | Ducati      | 20      | +7.494       | 6        | 11   |
| 6               | 14  | Randy de Puniet  | Honda       | 20      | +9.055       | 2        | 10   |
| 7               | 58  | Marco Simoncelli | Honda       | 20      | +14.425      | 9        | 9    |
| 8               | 26  | Dani Pedrosa     | Honda       | 20      | +15.313      | 3        | 8    |
| 9               | 5   | Colin Edwards    | Yamaha      | 20      | +27.954      | 10       | 7    |
| 10              | 41  | Aleix Espargaró  | Ducati      | 20      | +42.394      | 12       | 6    |
| 11              | 40  | Héctor Barberá   | Ducati      | 20      | +43.365      | 11       | 5    |
| 12              | 19  | Álvaro Bautista  | Suzuki      | 20      | +43.408      | 14       | 4    |
| 13              | 36  | Mika Kallio      | Ducati      | 20      | +43.580      | 15       | 3    |
| Ret             | 65  | Loris Capirossi  | Suzuki      | 13      | Caída        | 13       |      |
| Ret             | 33  | Marco Melandri   | Honda       | 0       | Caída        | 8        |      |
| DNS             | 7   | Hiroshi Aoyama   | Honda       |         | No participó |          |      |
| Reporte Oficial |     |                  |             |         |              |          |      |

Notas:
- Pole Position :  Jorge Lorenzo, 2:03.308
- Vuelta Rápida :  Jorge Lorenzo, 2:03.526

### Resultados Moto2
| Pos.            | N.º | Piloto              | Constructor | Vueltas | Tiempo       | Parrilla | Pts. |
| --------------- | --- | ------------------- | ----------- | ------- | ------------ | -------- | ---- |
| 1               | 16  | Jules Cluzel        | Suter       | 18      | 39:19.472    | 2        | 25   |
| 2               | 12  | Thomas Lüthi        | Moriwaki    | 18      | +0.057       | 9        | 20   |
| 3               | 60  | Julián Simón        | Suter       | 18      | +0.322       | 4        | 16   |
| 4               | 45  | Scott Redding       | Suter       | 18      | +0.520       | 12       | 13   |
| 5               | 6   | Alex Debón          | FTR         | 18      | +5.271       | 17       | 11   |
| 6               | 48  | Shoya Tomizawa      | Suter       | 18      | +5.377       | 11       | 10   |
| 7               | 63  | Mike Di Meglio      | Suter       | 18      | +5.484       | 31       | 9    |
| 8               | 19  | Xavier Siméon       | Moriwaki    | 18      | +5.709       | 6        | 8    |
| 9               | 77  | Dominique Aegerter  | Suter       | 18      | +10.240      | 13       | 7    |
| 10              | 24  | Toni Elías          | Moriwaki    | 18      | +10.411      | 18       | 6    |
| 11              | 10  | Fonsi Nieto         | Moriwaki    | 18      | +10.701      | 10       | 5    |
| 12              | 29  | Andrea Iannone      | Speed Up    | 18      | +10.741      | 16       | 4    |
| 13              | 14  | Ratthapark Wilairot | Bimota      | 18      | +10.959      | 24       | 3    |
| 14              | 41  | Arne Tode           | Suter       | 18      | +16.062      | 8        | 2    |
| 15              | 40  | Sergio Gadea        | Pons Kalex  | 18      | +16.161      | 22       | 1    |
| 16              | 59  | Niccolò Canepa      | Force GP210 | 18      | +24.118      | 26       |      |
| 17              | 8   | Anthony West        | MZ-RE Honda | 18      | +29.563      | 33       |      |
| 18              | 72  | Yuki Takahashi      | Tech 3      | 18      | +29.952      | 38       |      |
| 19              | 61  | Vladimir Ivanov     | Moriwaki    | 18      | +30.218      | 34       |      |
| 20              | 52  | Lukáš Pešek         | Moriwaki    | 18      | +31.289      | 25       |      |
| 21              | 9   | Kenny Noyes         | Promoharris | 18      | +31.423      | 23       |      |
| 22              | 54  | Kev Coghlan         | FTR         | 18      | +31.715      | 30       |      |
| 23              | 80  | Axel Pons           | Pons Kalex  | 18      | +31.819      | 20       |      |
| 24              | 44  | Roberto Rolfo       | Suter       | 18      | +35.447      | 27       |      |
| 25              | 76  | Bernat Martínez     | Bimota      | 18      | +35.851      | 28       |      |
| 26              | 53  | Valentin Debise     | ADV         | 18      | +42.924      | 39       |      |
| 27              | 39  | Robertino Pietri    | Suter       | 18      | +51.566      | 29       |      |
| 28              | 35  | Raffaele De Rosa    | Tech 3      | 18      | +56.529      | 36       |      |
| 29              | 21  | Vladimir Leonov     | Suter       | 18      | +58.361      | 40       |      |
| 30              | 71  | Claudio Corti       | Suter       | 18      | +1:18.671    | 1        |      |
| NC              | 5   | Joan Olivé          | Promoharris | 18      | +2:44.369    | 35       |      |
| Ret             | 68  | Yonny Hernández     | BQR-Moto2   | 17      | Caída        | 5        |      |
| Ret             | 25  | Alex Baldolini      | I.C.P.      | 17      | Colisión     | 7        |      |
| Ret             | 17  | Karel Abraham       | FTR         | 17      | Colisión     | 14       |      |
| Ret             | 55  | Héctor Faubel       | Suter       | 17      | Caída        | 32       |      |
| Ret             | 75  | Mattia Pasini       | MotoBi      | 16      | Ret          | 21       |      |
| Ret             | 2   | Gábor Talmácsi      | Speed Up    | 15      | Caída        | 19       |      |
| Ret             | 96  | Anthony Delhalle    | BQR-Moto2   | 13      | Caída        | 37       |      |
| Ret             | 3   | Simone Corsi        | MotoBi      | 1       | Colisión     | 15       |      |
| Ret             | 65  | Stefan Bradl        | Suter       | 1       | Colisión     | 3        |      |
| DNS             | 15  | Alex de Angelis     | Force GP210 |         | No participó |          |      |
| Reporte Oficial |     |                     |             |         |              |          |      |

Notas:
- Pole Position :  Claudio Corti, 2:09.624
- Vuelta Rápida :  Thomas Lüthi, 2:09.886

## Resultados 125cc
| Pos.            | N.º | Piloto               | Constructor | Vueltas | Tiempo          | Parrilla | Pts. |
| --------------- | --- | -------------------- | ----------- | ------- | --------------- | -------- | ---- |
| 1               | 93  | Marc Márquez         | Derbi       | 17      | 38:12.837       | 1        | 25   |
| 2               | 44  | Pol Espargaró        | Derbi       | 17      | +2.576          | 3        | 20   |
| 3               | 38  | Bradley Smith        | Aprilia     | 17      | +13.446         | 2        | 16   |
| 4               | 40  | Nicolás Terol        | Aprilia     | 17      | +17.117         | 4        | 13   |
| 5               | 71  | Tomoyoshi Koyama     | Aprilia     | 17      | +35.641         | 7        | 11   |
| 6               | 11  | Sandro Cortese       | Derbi       | 17      | +39.184         | 11       | 10   |
| 7               | 35  | Randy Krummenacher   | Aprilia     | 17      | +39.258         | 10       | 9    |
| 8               | 14  | Johann Zarco         | Aprilia     | 17      | +39.949         | 5        | 8    |
| 9               | 12  | Esteve Rabat         | Aprilia     | 17      | +40.510         | 6        | 7    |
| 10              | 99  | Danny Webb           | Aprilia     | 17      | +50.287         | 8        | 6    |
| 11              | 7   | Efrén Vázquez        | Derbi       | 17      | +1:03.503       | 9        | 5    |
| 12              | 23  | Alberto Moncayo      | Aprilia     | 17      | +1:04.065       | 12       | 4    |
| 13              | 53  | Jasper Iwema         | Aprilia     | 17      | +1:07.148       | 14       | 3    |
| 14              | 15  | Simone Grotzkyj      | Aprilia     | 17      | +1:07.591       | 15       | 2    |
| 15              | 94  | Jonas Folger         | Aprilia     | 17      | +1:07.601       | 24       | 1    |
| 16              | 26  | Adrián Martín        | Aprilia     | 17      | +1:08.045       | 17       |      |
| 17              | 78  | Marcel Schrötter     | Honda       | 17      | +1:12.472       | 20       |      |
| 18              | 50  | Sturla Fagerhaug     | Aprilia     | 17      | +1:16.933       | 16       |      |
| 19              | 69  | Louis Rossi          | Aprilia     | 17      | +1:38.139       | 19       |      |
| 20              | 84  | Jakub Kornfeil       | Aprilia     | 17      | +1:41.224       | 21       |      |
| 21              | 32  | Lorenzo Savadori     | Aprilia     | 17      | +1:41.416       | 23       |      |
| 22              | 60  | Michael van der Mark | Lambretta   | 17      | +1:42.313       | 25       |      |
| 23              | 87  | Luca Marconi         | Aprilia     | 17      | +1:42.642       | 28       |      |
| 24              | 75  | Deane Brown          | Honda       | 16      | +1 vuelta       | 26       |      |
| Ret             | 73  | Taylor Mackenzie     | Honda       | 16      | Ret             | 27       |      |
| Ret             | 63  | Zulfahmi Khairuddin  | Aprilia     | 11      | Ret             | 22       |      |
| Ret             | 52  | Danny Kent           | Honda       | 11      | Ret             | 29       |      |
| Ret             | 74  | James Lodge          | Honda       | 8       | Ret             | 31       |      |
| Ret             | 5   | Alexis Masbou        | Aprilia     | 5       | Ret             | 18       |      |
| Ret             | 39  | Luis Salom           | Aprilia     | 4       | Caída           | 13       |      |
| Ret             | 72  | Marco Ravaioli       | Lambretta   | 4       | Ret             | 30       |      |
| DNQ             | 77  | Andrew Reid          | Honda       |         | No se clasificó |          |      |
| Reporte Oficial |     |                      |             |         |                 |          |      |

Notas:
1. ↑  Not classified due to finishing the race through pits.

- Pole Position :  Marc Márquez, 2:14.667
- Vuelta Rápida :  Pol Espargaró, 2:13.781